# Istočno kinesko more
Istočno kinesko more je rubno more Tihog oceana između kineskog kopna na zapadu, Južne Koreje na sjeveru, južnih dijelova Japana na istoku i Tajvana na jugu. Njegov sjeverni dio, između Koreje i Kine, naziva se Žuto more. Ukupna površina je 1,25 milijuna km2.
Ovo more je plitki bazen, koji se neprekidno i dalje puni sedimentima koje sa sobom donose velike kineske rijeke. Na sjeveru, na ovo more nadovezuje se Japansko more.
Godine 1980. su u ovom moru otkrivena bogata nalazišta nafte. Korištenje tih nalazišta predmet je prijepora država koje se uz njega nalaze.

## Vanjske poveznice
- Zhu Fenglan: The Delimitation of East China Sea Continental Shelf: Sino-Japanese Disputes from the Perspective of International Law (Institucija Asijsko-Pacifičkih studija, CASS, Beijing, jesen 2006.)